# 马尚英
马尚英（1949年—），甘肃广河人，东乡族，中华人民共和国政治人物、第十二届全国人民代表大会甘肃地区代表。
毕业于西北师范学院汉语言文学专业。加入中国共产党。2013年，担任全国人大代表。